# ストライプ (企業)
ストライプ（Stripe）は、カリフォルニア州サウスサンフランシスコとアイルランドのダブリンに本社を置く、金融サービスおよびSaaS企業である。同社は主に、eコマースウェブサイトやモバイルアプリケーション向けに、決済処理ソフトウェアとアプリケーションプログラミングインタフェース (API) を提供している。兄弟であるパトリックとジョン・コリソンが共同設立、セコイア・キャピタル、ジェネラル・カタリスト・パートナーズ、アンドリーセン・ホロウィッツ、ファウンダーズ・ファンド、コスラ・ベンチャーズ、PayPal共同設立者であるピーター・ティール、マックス・レヴチン、イーロン・マスクから1億9,000万ドルの投資を受けた。

## 事業
開発者はマーチャントアカウントの代わりにストライプを使って料金を受納する事ができるウェブサイトを開設できる。
ストライプは取引毎に2.9%に0.30ドルを上乗せした手数料を徴収しているが、設置料金も月額料金も最低料金も検証料金もカードストレージ料金も取引失敗時の料金も設定していないため総コストは他社より低いと発言している。また、取引が完了するまで7日間の保留期間を設けており、企業の関与をプロファイリングしたり不正行為を検知することが出来る。
13,000以上のサイトで使用されており、19カ国での決済に対応している。2014年1月、オーストラリア、ベルギー、フィンランド、フランス、ドイツ、ルクセンブルク、オランダ、スペインでのオープンベータ開始を発表した。ストライプはアメリカ合衆国国内より世界的に成長を見せている。
ストライプのソフトウェアはLyftやInstacartといったモバイルアプリケーションでも採用されており、Lyft使用ドライバーへの直接的な支払いに活用されている。
ポール・グレアムはオンライン決済について「世界のインフラにおいてもっとも重要な構成物の1つ」であるとしながらも痛みを伴う試みとしていて、ストライプは問題解決に挑戦していると記事に書いている。
ストライプは透明性を保つことに努力することや、Chilling Effectsのウェブサイトに第三者からの法的な利用停止要求を掲載するとしている。

## 歴史
2010年初期、ジョンとパトリック・コリソンはウェブ上での決済の困難さを議論した上でストライプを設立し業務を開始した。目標はオンライン決済を簡素化しインターフェイスを使って簡単に作成することだった。当初はスタートアップとして/dev/paymentsという社名にしたがSLASHDEVSLASHFINANCEに変更。しかし、社外で誤記や混乱が発生したため、ストライプに再度社名変更した。
2010年6月、Yコンビネータからシードファンディングを、2011年5月にはピーター・ティールやセコイア・キャピタル、アンドリーセン・ホロヴィッツから200万ドルの出資を、2012年2月にセコイア・キャピタルの主導で1億ドルの価値が設定されたシリーズA投資で1,800万ドルの投資を受けた。
2011年9月29日、大規模なプライベートベータを経て一般公開版をリリースした。
2012年7月、ジェネラル・カタリスト・パートナーズ、セコイア・キャピタル、ピーター・ティール、エラッド・ギル、レッドポイント・ベンチャーズ、クリス・ディクソン、アーロン・レヴィからシリーズB投資として2,000万ドルの投資を受けた。
2013年3月11日、タスクマネジメントアプリケーションのKickoffを買収した。
2014年1月、1億7,500万ドルの価値が設定されたシリーズC投資としてセコイア・キャピタル、ファウンダーズ・ファンド、コスラ・ベンチャーズ、アレン・アンド・カンパニーから8,000万ドルの投資を受けた。
2014年3月、パトリック・コリソンCEOはストライプがビットコイン取引に対応すると発表した。この発表ではストライプは地元の通貨とビットコインで比較しての発生原価を自動的に計算したり、7日間で銀行口座に振り込めるようになるとしている。これらの決済に伴う料金は発表されなかった。また、自動資金決済センターを通した決済に対応することによって業者がアメリカ合衆国にある顧客の銀行口座への支払いを設定することが出来るようになる計画も発表した。
2014年10月、iOSアプリケーションで使用されるApple Payに対応したソフトウェア開発キットにおける決済プロバイダの1社に選定された。